# 喜多村
喜多村（きたむら）は、愛媛県喜多郡にあった村。現在の大洲市中心部の北北東一帯、予讃線五郎駅・伊予大洲駅の周辺にあたる。

## 地理
- 河川：肱川

## 歴史
- 1889年（明治22年）12月15日 - 町村制の施行により、中村・若宮村・五郎村および大洲町の一部（常盤町）の区域をもって発足。
- 1908年（明治41年）4月1日 - 平村と合併して大洲村が発足。同日喜多村廃止。

## 交通

### 鉄道路線
現在は旧村域に予讃線の五郎駅・伊予大洲駅が所在するが、当時は未開業。